# HOTEL PACIFIC
「HOTEL PACIFIC」（ホテル・パシフィック）は、サザンオールスターズの楽曲。自身の45作目のシングルとして、タイシタレーベルから12cmCD・12インチレコードで2000年7月19日に発売された。
2014年12月17日からはダウンロード配信、2019年12月20日からはストリーミング配信が開始されている。

## 背景・制作
自身初のマキシシングル（12cmCD）で発売されたシングルである。「TSUNAMI」は初回盤がケースのみ12cmサイズという例はあるが、本格的なマキシシングルとなったのはこの作品からとなる。
本作のタイトルは1965年から1988年まで神奈川県茅ヶ崎市に存在していた パシフィックホテル茅ヶ崎から取っており、1982年に発売されたアルバム『NUDE MAN』の収録曲「夏をあきらめて」にも登場していた。パシフィックホテル茅ヶ崎に関しては、2019年に発売された桑田佳祐&The Pin Boysの「レッツゴーボウリング」のMVにも登場している。

## チャート成績
本作は累計82.3万枚（オリコン調べ）を売り上げた。また、本作のヒットにより2000年7月31日付のオリコンチャートで、B'z以来2組目となるシングル総売上が2000万枚を突破した。
オリコンによる本作の登場週数は22週である。

## 収録曲
- 収録時間：9:34

1. HOTEL PACIFIC (4:44)
（作詞・作曲：桑田佳祐 / 編曲：サザンオールスターズ / 管編曲：山本拓夫）
桑田出演のWOWOW「サマーキャンペーン」CMソング。
ラテン歌謡ロックの曲調の楽曲[1][11]。2000年に桑田の地元である茅ヶ崎市で行われたライブ『サザンオールスターズ 茅ヶ崎ライブ』を盛り上げるために制作された[1][11]。カップリング曲がスムーズに制作されたのに対し、本楽曲は桑田のこだわりがゆえに制作が難航し、アレンジ面では何度も不安を訴えて、最終マスタリングが終わった段階で既にプレスが始まっているにもかかわらず再三再四手直しをしたという。そのことから桑田やスタッフはアレンジ面は『茅ヶ崎ライブ』で初めて完成版を披露できたと語っている[12]。
自身の楽曲としては初めて本格的なダンスを取り入れており、ミュージック・ビデオでも確認することができる[13]。このダンスではサビの部分にダチョウ倶楽部の「ヤー」やビートたけしの「コマネチ」のポーズが盛り込まれている[14]。
MVの内容は、サザンのメンバーがパシフィックホテルのプールサイドで開かれていたアマチュアバンドのライブに突然乱入し、ホテルごと乗っ取ってしまうというもの。ラストで大森隆志が撮影中のプールに飛び込むシーンは、全くのアドリブであったという。また、桑田はこのMVの役作りで金髪にしていた。MVは神奈川県横須賀市にある観音崎京急ホテルで撮影された[15][13]。2004年発売のMV集『ベストヒットUSAS (Ultra Southern All Stars)』に収録されているが、同MV集に先駆けて公式サイトでファンを対象にもう一度観たいMVのアンケート調査を行った結果、1位に輝いたためである。
ライブでのダンサーの衣装およびWOWOWのCMには1969年に小川ローザが出演した丸善石油（現コスモ石油）のCMのイメージが取り入れられ、後者では桑田がこの衣装を纏い本家と同様に「オー、モーレツ」と叫んだ[16][17]。
2. 虫歯のブルース ～ インディアン狂想曲 [MEDLEY] (4:50)
（作詞・作曲：桑田佳祐 / 編曲：サザンオールスターズ）
メドレー楽曲。当初は「インディアン狂想曲」の部分のみが作られたが、シンプル過ぎるという理由で、冒頭の「虫歯のブルース」の部分が一か月後に作られた[12]。また「インディアン狂想曲」の間奏に、虫歯のブルースへのアンサーの意味で桑田・原・関口のコント仕立てのセリフが追加されてメドレー形式となった。A面のHOTEL PACIFICがライブの定番曲の一つとなっているのに対し、2025年時点では本楽曲がライブで演奏されたのは発売年の2000年『茅ヶ崎ライブ』[18]とその年の年越しライブ『ゴン太くんのつどい』の年跨ぎ公演となった12月31日（アンコールだったため日付上は1月1日を回っていた）の時のみである[19]。

## 参加ミュージシャン
- 桑田佳祐:Vocal, Guitars(#1,2)
- 大森隆志:Guitars(#1,2)
- 関口和之:Bass(#1,2)
- 松田弘:Drums(#1,2)
- 原由子:Keyboards(#1,2), Vocal(#2)
- 野沢秀行:Percussion(#1,2)

- HOTEL PACIFIC
  - 角谷仁宣:Computer Programming
  - 山本拓夫:Tenor Baritone Sax, Flute, Clarinet
  - 包国充:Tenor Sax
  - 荒木敏男:Trumpet
  - 西村浩二:Trumpet
- 虫歯のブルース 〜 インディアン狂想曲 [MEDLEY]
  - 角谷仁宣:Computer Programming

## 収録アルバム
| 曲名                                          | 作品名         |
| --------------------------------------------- | -------------- |
| HOTEL PACIFIC                                 | 海のOh, Yeah!! |
| 虫歯のブルース 〜 インディアン狂想曲 [MEDLEY] | 未収録         |

## ミュージック・ビデオ収録作品
| 曲名                                          | 作品名                                      |
| --------------------------------------------- | ------------------------------------------- |
| HOTEL PACIFIC                                 | ベストヒットUSAS (Ultra Southern All Stars) |
| 虫歯のブルース 〜 インディアン狂想曲 [MEDLEY] | 未収録                                      |

## ライブ映像作品
| 曲名                                         | 作品名                                                                                                  | 備考                                                                                        |
| -------------------------------------------- | --- | ------------------------------------------------------------------------------------------- |
| HOTEL PACIFIC                                | SUMMER LIVE 2003「流石だスペシャルボックス」胸いっぱいの “LIVE in 沖縄” & 愛と情熱の “真夏ツアー完全版” |                                                                                             |
| HOTEL PACIFIC                                | 真夏の大感謝祭 LIVE                                                                                     |                                                                                             |
| HOTEL PACIFIC                                | 桑田佳祐の音楽寅さん 〜MUSIC TIGER〜 あいなめBOX                                                        | 桑田佳祐ソロ名義の作品。特典映像DISC「サザンオールスターズ SPECIAL LIVE IN 建長寺」に収録。 |
| HOTEL PACIFIC                                | SUPER SUMMER LIVE 2013 「灼熱のマンピー!! G★スポット解禁!!」 胸熱完全版                                 | ダンサーの衣装がAKB48を意識したものに変更された。                                           |
| HOTEL PACIFIC                                | LIVE TOUR 2019 “キミは見てくれが悪いんだから、アホ丸出しでマイクを握ってろ!!” だと!? ふざけるな!!       | 完全生産限定盤のボーナスディスクに収録。『ROCK IN JAPAN FESTIVAL 2018』での歌唱シーン。     |
| 虫歯のブルース～インディアン狂想曲〔MEDLEY〕 | 未収録                                                                                                  |                                                                                             |

## 関口和之によるカバー
関口和之が過去に発売したサザンのシングル曲をセルフカバーした作品である。2001年10月24日発売。発売元はタイシタレーベル。
本作は関口のアルバム『World Hits!? of Southern All Stars』と桑田のシングル「白い恋人達」が同時に発売された。

### 収録曲
DISC1
1. HOTEL PACIFIC
（作詞・作曲：桑田佳祐 / 編曲：青柳拓次）
ボーカルは玲葉奈が担当している。
2. Ya Ya (あの時代を忘れない)
（作詞・作曲：桑田佳祐 / 編曲：青柳拓次）
1982年発売の16枚目シングル。

DISC2
1. HOTEL PACIFIC 〜electric havana mood〜
（作詞・作曲：桑田佳祐）
2. 愛の言霊 〜Spiritual Message〜
（作詞・作曲：桑田佳祐 / 訳詞：Judith Wanso Atanga / 編曲：青柳拓次）
1996年発売の36枚目シングル。
歌詞は英語詞に翻訳されたバージョンである。